# Jacques Élie de Riols de Fonclare
Jacques Élie de Riols de Fonclare est un général de division français, essentiellement connu pour son rôle lors de la Première Guerre mondiale, né au lieu de Rotersack, à Lalinde, le 16 janvier 1857, et mort à l'hôpital d'instruction des armées du Val-de-Grâce, à Paris, le 10 décembre 1944.

## Biographie
Jacques Élie de Riols de Fonclare est le fils de Jacques Antoine de Riols de Fonclare, dit Angéli, négociant, et de Marie Louise Claire Élisabeth de Chaudruc de Crazannes, fille de Jean-César-Marie-Alexandre Chaudruc de Crazannes, son épouse depuis le 19 février 1855. Les de Riols de Fonclare étaient une famille de gentilhommes verriers originaires de Moussans dont est issu Pierre Jean Isaac de Riols de Fonclare, né le 2 janvier 1781 qui a créé la verrerie de Rottersac à Lalinde mais meurt le 13 mai 1877 à Cabans (Le Buisson-de-Cadouin) entrainant le déclin de la verrerie et sa fermeture.
Il entre à l'École spéciale militaire de Saint-Cyr le 27 octobre 1876. Il en sort sous-lieutenant en 1878, et intègre alors le 20e régiment d'infanterie. Au cours de sa carrière il effectue un séjour en Tunisie, de 1881 à 1883, avec une interruption du 27 octobre 1881 au 14 février 1882. Il fait partie du corps expéditionnaire du Tonkin d'octobre 1887 à février 1888, en tant qu'officier au 1er régiment de zouaves.
Il revient quelques années plus tard à Saint-Cyr en tant qu'officier instructeur, de décembre 1893 à mars 1898. 
Il est chef de bataillon au 49e régiment d'infanterie à Bayonne jusqu'en 1907 avant d'être nommé lieutenant-colonel au 145e régiment d'infanterie à Maubeuge.
Promu au grade de colonel, il est nommé chef de corps du 127e régiment d'infanterie le 24 septembre 1912. Il accède par la suite au grade de général de brigade, alors qu'il reçoit le commandement de la 1re brigade d'infanterie de la Ve Armée, le 3 septembre 1914. 
Il commande le 15e Corps d'Armée pendant la seconde bataille de Verdun et labataille d'Amiens (1918).

### Grades
- 24/09/1912 : colonel.
- 12/09/1914 : général de brigade à titre temporaire.
- 18/12/1914 : général de brigade.
- 06/10/1916 : général de division à titre temporaire.
- 31/12/1916 : général de division.

### Postes
- 24/09/1912 - 12/09/1914 : commandant du 127e Régiment d'Infanterie
- 12/09/1914 - 08/03/1915 : commandant de la 1re Brigade d'Infanterie
- 08/03/1915 - 06/10/1916 : commandant de la 1re Division d'Infanterie
- 06/10/1916 - 17/12/1916 : commandant du 33e Corps d'Armée
- 17/12/1916 - 25/01/1917 : commandant du 1er Corps d'Armée
- 25/01/1917 - 25/12/1918 : commandant du 15e Corps d'Armée
  - 27/01/1917 : groupement DE
  - 27/03/1917 : 15e Corps d'Armée
- 25/12/1918 - 26/08/1919 : commandant de la 8e Région (Bourges).
- 16/01/1919 : placé dans la section de réserve.

## Famille
Jacques Élie de Riols de Fonclare s'est marié le 27 février 1892 à Alençon avec Marie Caroline Louise Deschamps du Méry de Guitterie. De cette union sont nés trois enfants :
- Jacques Henri Marie, né le 13 avril 1893 à Montauban, grièvement blessé près de Verdun le 7 mars 1916, il meurt le 9 avril 1916 à l'hôpital militaire de Bar-le-Duc.
- Simone Marie, née le 22 mars 1896, décédée à Maubeuge le 1er août 1912.
- Jean Marie René, né le 23 juin 1890 à Soissons, marié le 6 novembre 1928 avec Gabrielle Marie Jacqueline Mantellier de Montrachy (1904-1994), disparu en mer le 30 décembre 1944 au cours d'un vol reliant Alger à Toulouse. De cette union sont né quatre enfants, dont Jacques, Olivier et Patrice[6].

## Publications
- Historique du 20e régiment d'infanterie, Châteauroux, A. Majesté et L. Bouchardeau, 1896.
- Préparation de la compagnie au service en campagne, Paris, L. Baudoin, 1896.
- Préparation de la compagnie au combat, Paris, L. Baudoin, Réédition 1898.
- À propos du nouveau règlement de l'infanterie, Paris, Librairie militaire R. Chapelot, 1904.
- Un soldat, le lieutenant Burtin (1874-1905) : Alpes, Vosges, Tunisie, Mandchourie, Paris, 1909, Librairie militaire R. Chapelot (lire en ligne)
- Quelques idées sur l'instruction d'un régiment d'infanterie : mise au point des cadres et des unités, tactique élémentaire de sûreté et de combat, liaison des armes, Paris, 1909, R. Chapelot.
- Encore la liaison, Paris, Librairie militaire R. Chapelot, 1910.
- L'armée française à travers les âges : ses traditions, ses gloires, ses uniformes. L'infanterie, Paris, Société des éditions militaires, 1930.
- Le maréchal de Monluc. Sa vie aventureuse, ses maximes morales, ses conceptions tactiques, Paris, Berger-Levrault, 1933

## Distinctions et honneurs

### Décorations françaises
- Grand-croix de la Légion d'honneur, le 11 juillet 1934[7]
  -  Grand officier de la Légion d'honneur, le 27 août 1917
  -  Commandeur de la Légion d'honneur, le 27 avril 1916
  -  Officier de la Légion d'honneur, le 31 décembre 1913
  -  Chevalier de la Légion d'honneur, le 30 décembre 1895
- Officier d'académie, le 23 janvier 1907
- Croix de guerre 1914-1918
- Médaille interalliée de la Victoire
- Médaille commémorative de l'expédition du Tonkin, octobre 1887
- Médaille commémorative de la guerre 1914-1918
- Médaille coloniale avec agrafe « Tunisie », le 1er septembre 1890

### Décorations étrangères
- Ordre du Dragon d'Annam, le 1er janvier 1887
- Officier du Nichan Iftikhar, le 1er janvier 1890
- Officier de l'ordre royal du Cambodge ( Cambodge), le 1er janvier 1890
- Ordre du Bain ( Royaume-Uni), le 1er mars 1917
- Grand-officier de l'Ordre de l'Aigle blanc avec épée ( Serbie), le 11 mars 1917

### Archives
- Côtes S.H.A.T.: 9 Yd 662